# Killian Scott
Killian Scott (bürgerlich Cillian Murphy, * 6. Juli 1985 in Kilmallock, Irland) ist ein irischer Schauspieler.

## Leben
Scott wuchs im Dubliner Küstenvorort Sandymount auf. Sein Bruder ist der Fine-Gael-Politiker Eoghan Murphy. Scott studierte Englisch und Philosophie am University College Dublin. Später ging er nach England, um sich am Drama Centre London zum Schauspieler ausbilden zu lassen.
Zu Beginn seiner Schauspielerkarriere entschied er sich nicht seinen bürgerlichen Namen zu verwenden, um eine Verwechslung mit dem bereits bekannten irischen Schauspielerkollegen Cillian Murphy zu vermeiden.
Sein Filmdebüt gab Killian Scott 2007 in Creatures of Knowledge. Seinen Durchbruch als Schauspieler schaffte er mit seiner Rolle des Tommy in der seit 2010 ausgestrahlten Fernsehserie Love/Hate. Im deutschsprachigen Raum bekannt wurde er als Iain Glens Assistent Cody Farraher in der irischen Krimireihe Jack Taylor.

## Filmografie (Auswahl)
- 2007: Creatures of Knowledge
- 2009: The Rise of the Bricks
- 2010–2014: Love/Hate (Fernsehserie, 27 Folgen)
- 2010: Jack Taylor (Krimireihe, 6 Folgen)
- 2012: Good Vibrations
- 2013: Black Ice
- 2014: ’71
- 2014: Am Sonntag bist du tot (Calvary)
- 2014: Call the Midwife – Ruf des Lebens (Call the Midwife, Fernsehserie, Folge 3x06)
- 2015: Traders
- 2016: Das Gesetz der Familie (Trespass Against Us)
- 2016: Ripper Street (Fernsehserie, 10 Folgen)
- 2017–2018: Damnation (Fernsehserie, 10 Folgen)
- 2017–2018: Strike (Fernsehserie, 5 Folgen)
- 2018: The Commuter
- 2019: Dublin Murders (Fernsehserie, 8 Folgen)
- 2023: Secret Invasion (Fernsehserie, 6 Folgen)
- 2024: KAOS (Netflixserie, 8 Folgen)